# Brain (アルバム)
『Brain』（ブレイン）は、上原ひろみがテラークより、2004年4月21日にリリースした2枚目のアルバム。国内盤はユニバーサル・ミュージック・ジャパン (UCCT-1090) より発売された。

## 収録曲
1. Kung-Fu World Champion
2. If...
3. Wind Song
4. Brain
5. Desert on the Moon
6. Green Tea Farm
7. Keytalk
8. Legend of the Purple Valley
9. Another Mind * (日本盤のみボーナス・トラック)
  - 2003年12月9-11日 テネシー州「サウンド・キッチン」にて録音。
  - *2003年12月1日大阪ブルーノートにてライヴ収録

## 参加ミュージシャン
- 上原ひろみ - ピアノ・キーボード
- アンソニー・ジャクソン - ベース（2,5,8）
- トニー・グレイ - ベース（1,3,4,7）
- マーティン・ヴァリホラ - ドラム